# اللواثة البور واحد (سيدي علي لبراحلة)
اللواثة البور واحد هي إحدى مشيخات المملكة المغربية، تتبع جغرافيا لإقليم الرحامنة وإداريًا لسيدي علي لبراحلة. يقدر عدد سكانها بـ 6894 نسمة حسب الإحصاء الرسمي للسكان والسكنى لسنة 2004.